# Oswald Gruber
Oswald Gruber (* 31. Juli 1840 in Wien; † 2. April 1913 ebenda) war ein österreichischer Architekt.

## Leben
Oswald Gruber, Sohn des Malers Franz Xaver Gruber, studierte von 1858 bis 1862 an der Hochbauabteilung der Polytechnischen Hochschule Wien sowie von 1862 bis 1866 an der Architekturschule der Wiener Akademie der bildenden Künste, an der 1863/64 den Peierschen Preis gewann. Dazu belegte er in den Jahren 1866 bis 1869 die Bildhauerschule an der Wiener Akademie. Im Jahr 1867 führten ihn Reisen durch Frankreich und Italien. Grubers Bericht über die Weltausstellung in Paris wurde vom Niederösterreichischen Gewerbeverein prämiert. Danach war er in den Jahren 1870 bis 1876 im Atelier des Wiener Stadtbaumeisters Gustav Gugitz tätig. In dieser Funktion beteiligte sich Oswald Gruber an vielen großen Zinshaus- und Villenbauten, unter anderem auch an der Vollendung des Kaiserpavillons bei der Weltausstellung 1873. Daneben verzichtete Gruber 1870 auf eine nahegelegte Bewerbung an die Grazer Industrie-Zeichenschule sowie 1874 auf die ihm angebotene Leitung der Salzburger Gewerbeschule. 1877 folgte er dem Ruf aus der Technischen Hochschule Wien, wo er zum Honarardozenten für Freihand- und Ornamentenzeichnen bestellt wurde. Hier wurde er 1889 zum außerordentlichen- und 1900 zum ordentlichen Professor ernannt. 1910 wurde Gruber als Hofrat in den Ruhestand versetzt. Oswald Gruber, der von seinen Schülern sehr geschätzt wurde, entwarf die Vorlagen zur Anfertigung der Rektorskette der Wiener Technischen Hochschule. Darüber hinaus galt er als persönlich hilfsbereit und wirkte lange Jahre im Techniker-Unterstützungsverein, seit 1905 als Ehrenmitglied.